# Saut en longueur masculin aux Jeux olympiques de 1920
Pour un article plus général, voir Athlétisme aux Jeux olympiques de 1920.
Navigation
Stockholm 1912 Paris 1924
L'épreuve du saut en longueur masculin aux Jeux olympiques de 1920 s'est déroulée les 17 et 18 août 1920 au Stade olympique d'Anvers, en Belgique. Elle est remportée par le Suédois William Pettersson.

## Résultats
| Rang               | Athlète            | Pays            | Qualifications | Qualifications | Finale       | Marque |
| Rang               | Athlète            | Pays            | Marque         | Rang           | Finale       | Marque |
| ------------------ | ------------------ | --------------- | -------------- | -------------- | ------------ | ------ |
| Médaille d'or      | William Pettersson | Suède           | 6.940          | 1              | 7.150        | 7.150  |
| Médaille d'argent  | Carl Johnson       | États-Unis      | 6.820          | 3              | 7.095        | 7.095  |
| Médaille de bronze | Erik Abrahamsson   | Suède           | 6.860          | 2              | 7.080        | 7.080  |
| 4                  | Dink Templeton     | États-Unis      | 6.670          | 5              | 6.950        | 6.950  |
| 5                  | Erling Aastad      | Norvège         | 6.620          | 6              | 6.885        | 6.885  |
| 6                  | Rolf Franksson     | Suède           | 6.730          | 4              | Unknown      | 6.730  |
| 7                  | Sol Butler         | États-Unis      | 6.600          | 7              | Non qualifié | 6.600  |
| 8                  | Einar Ræder        | Norvège         | 6.585          | 8              | Non qualifié | 6.585  |
| 9                  | Gösta Bladin       | Suède           | 6.570          | 9              | Non qualifié | 6.570  |
| 10                 | Johan Johannesen   | Norvège         | 6.565          | 10             | Non qualifié | 6.565  |
| 11                 | John Merchant      | États-Unis      | 6.500          | 11             | Non qualifié | 6.500  |
| 11                 | Eugène Coulon      | France          | 6.500          | 11             | Non qualifié | 6.500  |
| 13                 | William Hunter     | Grande-Bretagne | 6.420          | 13             | Non qualifié | 6.420  |
| 14                 | Marcel Orfidan     | France          | 6.390          | 14             | Non qualifié | 6.390  |
| 15                 | Hans Kindler       | Suisse          | 6.340          | 15             | Non qualifié | 6.340  |
| 16                 | Eero Lehtonen      | Finlande        | 6.285          | 16             | Non qualifié | 6.285  |
| 17                 | Charles Courtin    | France          | 6.230          | 17             | Non qualifié | 6.230  |
| 18                 | Gustave De Bruyne  | Belgique        | 6.200          | 18             | Non qualifié | 6.200  |
| 19                 | Hugo Lahtinen      | Finlande        | 6.190          | 19             | Non qualifié | 6.190  |
| 20                 | Harold Abrahams    | Grande-Bretagne | 6.050          | 20             | Non qualifié | 6.050  |
| 21                 | Edmond Médécin     | Monaco          | 6.035          | 21             | Non qualifié | 6.035  |
| 22                 | Charles Lively     | Grande-Bretagne | 5.870          | 22             | Non qualifié | 5.870  |
| 23                 | Henri Pleger       | Luxembourg      | 5.815          | 23             | Non qualifié | 5.815  |
| 24                 | Jean Lefèvre       | Belgique        | 5.790          | 24             | Non qualifié | 5.790  |
| 25                 | Julien Lehouck     | Belgique        | 5.760          | 25             | Non qualifié | 5.760  |
| 26                 | František Šretr    | Tchécoslovaquie | 5.550          | 26             | Non qualifié | 5.550  |
| 27                 | Charles Guézille   | France          | 5.485          | 27             | Non qualifié | 5.485  |
| 28                 | Paul Hammer        | Luxembourg      | 5.450          | 28             | Non qualifié | 5.450  |
| 29                 | Nicolas Kanivé     | Luxembourg      | 5.415          | 29             | Non qualifié | 5.415  |
| —                  | Gustave Remouet    | France          | DNS            | —              | Non qualifié | —      |
| —                  | Alexis Soulignac   | France          | DNS            | —              | Non qualifié | —      |